# Taiwans historia
Den här artikeln behandlar Taiwans historia.
Ön Taiwan har varit bebodd sedan förhistorisk tid (4000 år f.Kr.). Forskare anser att urbefolkningen är av austronesiskt ursprung. Holländarna koloniserade ön på 1600-talet och byggde sedan ett fort vid Tainan vid namn Fort Zeelandia. Holländarna kontrollerade ön i nästan 40 år innan Koxinga drev ut holländarna och etablerade ett eget Ming-troget kungadöme på ön vid namn Tungning. Ön tillföll sedan den kinesiska Qingdynastin. Efter det första kinesisk-japanska kriget tog Japan kontroll över ön och behöll den fram till det andra världskriget. Efter nederlaget i det kinesiska inbördeskriget bildade Kuomintang en stat vid namn Republiken Kina på ön. Kuomintang var det enda tillåtna partiet i nära fyrtio år innan demokratiska reformer gjordes. År 2000 hölls det första demokratiska valet på ön. Chen Shui-bian valdes och var president fram till 2008.

## Medeltiden
Taiwan omnämns första gången efter en expedition år 605 från Kina för att förmå invånarna att erkänna den kinesiska kejsarens överhöghet och lämna tribut. Detta misslyckades. På 1100-talet upprättade kineserna en garnison på Penghu (ögruppen mellan Kina och Taiwan, som kallas Pescadorerna av européerna). Portugiserna, som hade etablerat sig i Macao, seglade förbi ön 1544 och kallade den "Ilha Formosa" (den vackra ön). Holländarna försökte förgäves erövra Macao 1622 och fortsatte till Penghu och lät kinesiska krigsfångar bygga en befästning där. De kinesiska myndigheterna krävde att holländarna skulle lämna Penghu, i stället kunde de få etablera sig på Formosa, vilket de gjorde 1624. Holländarna byggde ett fort vid nuvarande Tainan och kallade det Fort Zeelandia. De fann stora rådjurshjordar som betade på slätterna och sålde skinnen till Japan och hornen till Kina tills rådjuren utrotats. Då började de odla sockerrör och ris istället. Spanjorerna upprättade också ett samhälle nära Keelung 1626 där de stannade till 1642, då de drevs ut av en holländsk och en inhemsk styrka. Spanjorerna byggde också en fästning vid Tamsui 1628 men övergav den tio år senare.
År 1656 utnämndes svensken Fredrik Coyet till guvernör över Formosa. Han förhandlade fram handel mellan den kinesisk-japanske generalen Koxinga i Amoy (nuvarande Xiamen) i Fujianprovinsen. Men snart fick Coyet veta att Koxinga tänkte invadera Formosa. Han begärde förstärkning från Batavia men i stället avsattes han som guvernör. Koxinga belägrade Fort Zeelandia och den nye guvernören kunde inte gå iland. Frederick Coyet försvarade fästningen i nio månader innan han tvingades ge upp. 1662 kapitulerade Coyet för Koxinga och den holländska eran på Formosa var över. Coyet arresterades i Batavia och dömdes till livstids fängelse för förräderi. Efter många påtryckningar, bland annat från kung Karl XI till ståthållaren Vilhelm III av Oranien blev han benådad 1674.
Koxinga bildade på ön Kungadömet Tungning och var själv regent fram till sin död några månader efter belägringen. Koxinga ville att ön skulle bli en knutpunkt för Qing-fientliga, som just hade besegrat Ming. Han efterträddes av sin son Zheng Jing som regerade i nitton år. Vem som skulle efterträda Zheng Jing var dock oklart. Kungadömets ministrar och generaler delade sig i två läger om Jings söner. Efter viss stridande övertog Zheng Keshuang över tronen 1681, då vid 12-årsåldern. Redan två år senare, efter slaget vid Penghu då Keshuangs styrkor besegrades uppgick Taiwan i Qing-riket.
Taiwan styrdes först som en prefektur inom Qing-riket. 1875 delades den in i en nordlig och en sydlig. 1885 blev Taiwan en provins.

## Modern tid
1895 ockuperade japanerna ön i samband med det första kinesisk-japanska kriget. Japan behöll ön fram till andra världskriget. Taiwan blev en viktig bas för japanernas expansion i Sydostasien, och sedan i Stilla havet under andra världskriget. Japan tillhörde dock de förlorande staterna och Taiwan tillföll Kina.
Efter den kommunistiska gerillans under Mao Zedong seger över den nationalistiska Kuomintang-regeringens trupper under Chiang Kai-shek i det kinesiska inbördeskriget (1928-1949) och grundandet av Folkrepubliken Kina den 1 oktober 1949, flydde ca 1,5 miljoner människor, främst Kuomintang ledning och vad som återstod av den nationalistiska armén till Taiwan. De upprättade en regering på ön i och med 1947 års konstitution.
Styrd av Kuomintang som en högerdiktatur med ständigt militärt undantagstillstånd, kom Taiwan gradvis att demokratiseras från och med 1980-talet. Även den inhemska taiwanesiska befolkningen, som utgjort en förtryckt majoritet under Chiang Kai-shek, fick nu möjlighet att delta i landets styre. År 2000 förlorade Kuomintang för första gången makten i allmänna och demokratiska val, och regeringsmakten övergick till Demokratiska framstegspartiet under ledning av Chen Shui-bian. Demokratiska framstegspartiet eftersträvar officiell självständighet för Taiwan från Kina. Detta har lett till ökade politiska och militära spänningar mellan Taiwan och Kina, och till ett närmande mellan de tidigare fienderna Kinas styrande parti KKP och det nationalistiska Kuomintang. 2008 vann Kuomintangs kandidat Ma Ying-jeou presidentvalet.
I maj 2016 blev Tsai Ing-wen Taiwans första kvinnliga president. Tsai som kommer från Demokratiska framstegspartiet (DPP), är känd som en förespråkare för självständighet.